# Doping w Niemieckiej Republice Demokratycznej

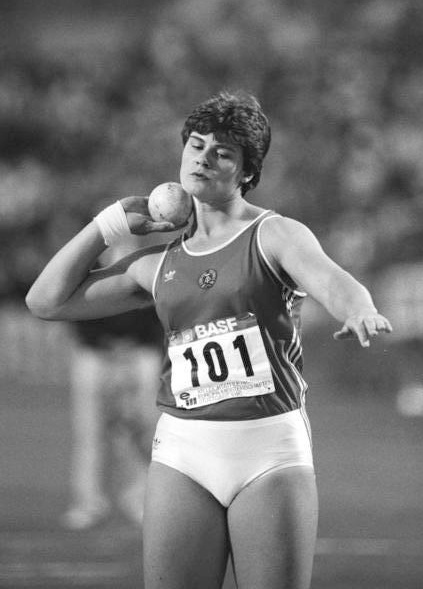
Heidi Krieger – kulomiotka, jedna z ofiar systemu dopingu w NRD

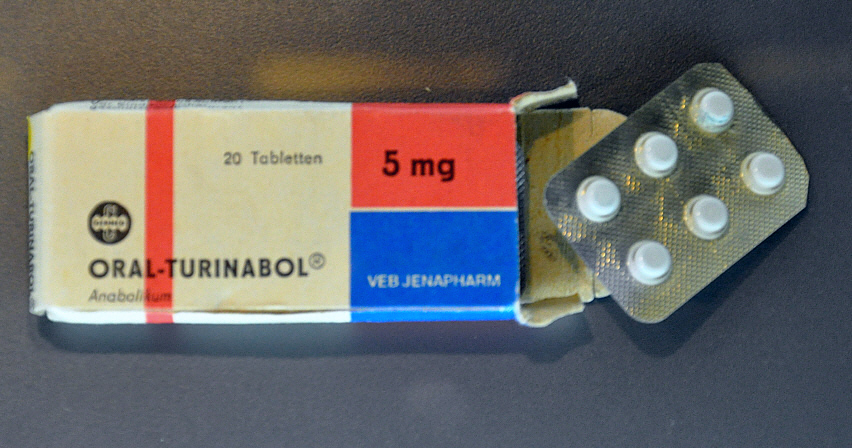
Opakowanie Oral-Turinabol

Doping w Niemieckiej Republice Demokratycznej – przymusowe poddawanie sportowców działaniu niedozwolonych środków farmakologicznych w Niemieckiej Republice Demokratycznej w latach 1974–1989. Proceder został wykryty po upadku muru berlińskiego.

## Rola sportu w NRD
Sport w Niemieckiej Republice Demokratycznej był ważną dziedziną życia, ze względu na jego możliwości wypromowania kraju i udowodnienie wyższości socjalizmu nad kapitalizmem. Władze kraju to dostrzegły i traktowały wyniki sportowe priorytetowo. Socjalistyczna Partia Jedności Niemiec opracowała wiele metod motywujących młodzież do uprawiania sportu, na przykład sportowcy byli jedną z nielicznych grup mogących swobodnie wyjeżdżać na Zachód i nie musieli przy tym uciekać się do współpracy ze Stasi. Preselekcję sportowców rozpoczynano już na etapie drugiej klasy szkoły podstawowej, kiedy dzieci były wybierane do szkół sportowych. Plan opieki nad utalentowanymi sportowcami nosił kryptonim „14.25”. W efekcie sportowcy z NRD na jedenastu igrzyskach olimpijskich zdobyli 519 medali, z czego 192 złote.

## Stosowanie dopingu
Oprócz odpowiedniego finansowania i pracy propagandowej, od połowy lat sześćdziesiątych XX wieku, w celu przygotowania reprezentacji kraju na igrzyska olimpijskie w Monachium stosowano doping; władzom NRD zależało, by uzyskać wynik lepszy od gospodarzy. Systemowo doping stosowano od roku 1974 uciekając się do stosowania przymusowego dopingu przy współpracy z trenerami, młodzieżowymi szkołami sportowymi oraz funkcjonariuszami Stasi. Proces obserwowało i wspierało 3000 nieoficjalnych współpracowników służb bezpieczeństwa. Dopingowaniem zawodników sterowano centralnie, system zabezpieczała Stasi, a kontrolę medyczną sprawowała Sportowa Służba Medyczna. Przymusowi poddano około 15 tysięcy sportowców, a całkowity plan obejmował 100 tysięcy osób. Szczególnie narażeni na doping byli młodzi łyżwiarze i gimnastycy. Zawodnicy najczęściej przyjmowali środki dopingowe nieświadomie, przekonani, że zażywają witaminy i inne dozwolone środki wspomagania medycznego. Najczęściej stosowaną substancją był steryd anaboliczny Oral-Turinabol produkowany przez VEB Jenapharm, dopuszczony na rynek, jednak nadużywany przez władze. Roczne zużycie tego leku określa się na 1,8 miliona tabletek, a sportowcy przyznają, że zażywali jednorazowo 10 tabletek, łącznie 30 w ciągu dnia. Przyjmowanie dopingu było obowiązkowe, a podawano go również dziesięcioletnim dzieciom. Efektem używania dopingu były między innymi zatrzymanie rozwoju płciowego, bezpłodność, impotencja, marskość wątroby, nowotwory, upośledzone działanie serca. W 2005 oceniono, że liczba żyjących poszkodowanych sięgała 10 tysięcy osób.
Władze Niemieckiej Republiki Demokratycznej zaprzeczały istnieniu dopingu i lekceważyły wszystkie zarzuty. Do anegdot przeszło zachowanie trenera pływaczek podczas igrzysk olimpijskich w Montrealu w roku 1976, który na pytanie, dlaczego jego zawodniczki mówią grubymi głosami, odpowiedział, że one nie mają śpiewać, a pływać.

## Procesy sądowe
Sportowcy pokrzywdzeni przez władze Niemieckiej Republiki Demokratycznej nie zostali uznani za ofiary systemu komunistycznego i nie otrzymali odszkodowań grupowo. W roku 2000 w Berlinie odbył się proces, w którym oskarżono byłego ministra sportu NRD Manfreda Ewalda i szefa medycyny sportowej Manfreda Höppnera. Skazano ich odpowiednio na 22 miesiące i 18 miesięcy pozbawienia wolności w zawieszeniu. Ogólnie w procesach o przymusowe stosowanie dopingu skazano 356 osób, najwyższy wyrok otrzymał przewodniczący wschodnioniemieckiej federacji pływackiej Lothar Kipke, nadzorujący program nielegalnego wspomagania medycznego w latach 1975–1985: skazano go na karę 6000 marek i karę pozbawienia wolności w zawieszeniu.

## Krytyka
Istnieją również krytycy przypisywania dopingu w NRD nadmiernego znaczenia. Argumentowano, że po upadku Niemiec Wschodnich sportowcy z byłej NRD zdobywali medale na igrzyskach olimpijskich w Barcelonie, Atlancie, Sydney i Atenach, co nie miałoby miejsca, gdyby byli wyniszczeni przez substancje chemiczne; ergo doping odgrywał marginalną rolę w przygotowaniu reprezentacji NRD do imprez sportowych.